# Корреляционный интеграл
В теории хаоса, корреляционным интегралом называется усреднённая вероятность того, что состояния системы в два различных момента времени кажутся близкими:
{\displaystyle C(\varepsilon )=\lim _{N\rightarrow \infty }{\frac {1}{N^{2}}}\sum _{i,j=1}^{N}\Theta (\varepsilon -||{\vec {x}}(i)-{\vec {x}}(j)||),\quad {\vec {x}}(i)\in \mathbb {R} ^{m},}
где {\displaystyle N} есть объём выборки {\displaystyle {\vec {x}}(i)}, {\displaystyle \varepsilon } — пороговое расстояние, {\displaystyle ||\cdot ||} — норма (напр., евклидова норма) и {\displaystyle \Theta (\cdot )} — функция Хевисайда. Если известны лишь значения временного ряда, фазовое пространство может быть восстановлено с использованием вложения по времени задержки (см. теорему Такенса):
{\displaystyle {\vec {x}}(i)=(u(i),u(i+\tau ),\ldots ,u(i+\tau (m-1)),}
Здесь {\displaystyle u(i)} — временной ряд, {\displaystyle m} — размерность вложения, а {\displaystyle \tau } — временная задержка.
Корреляционный интеграл используется для вычисления корреляционной размерности.
Оценка корреляционного интеграла даётся корреляционной суммой:
{\displaystyle C(\varepsilon )={\frac {1}{N^{2}}}\sum _{i,j=1}^{N}\Theta (\varepsilon -||{\vec {x}}(i)-{\vec {x}}(j)||),\quad {\vec {x}}(i)\in \mathbb {R} ^{m}.}